# Athalia cordata
Athalia cordata är en stekelart som beskrevs av Audinet-serville 1823. Athalia cordata ingår i släktet Athalia, och familjen bladsteklar. Det är osäkert om arten förekommer i Sverige.